# Terrisseria Arpí
La Terrisseria Arpí és una obra del municipi de Sant Cugat del Vallès (Vallès Occidental) inclosa en l'Inventari del Patrimoni Arquitectònic de Catalunya.

## Descripció

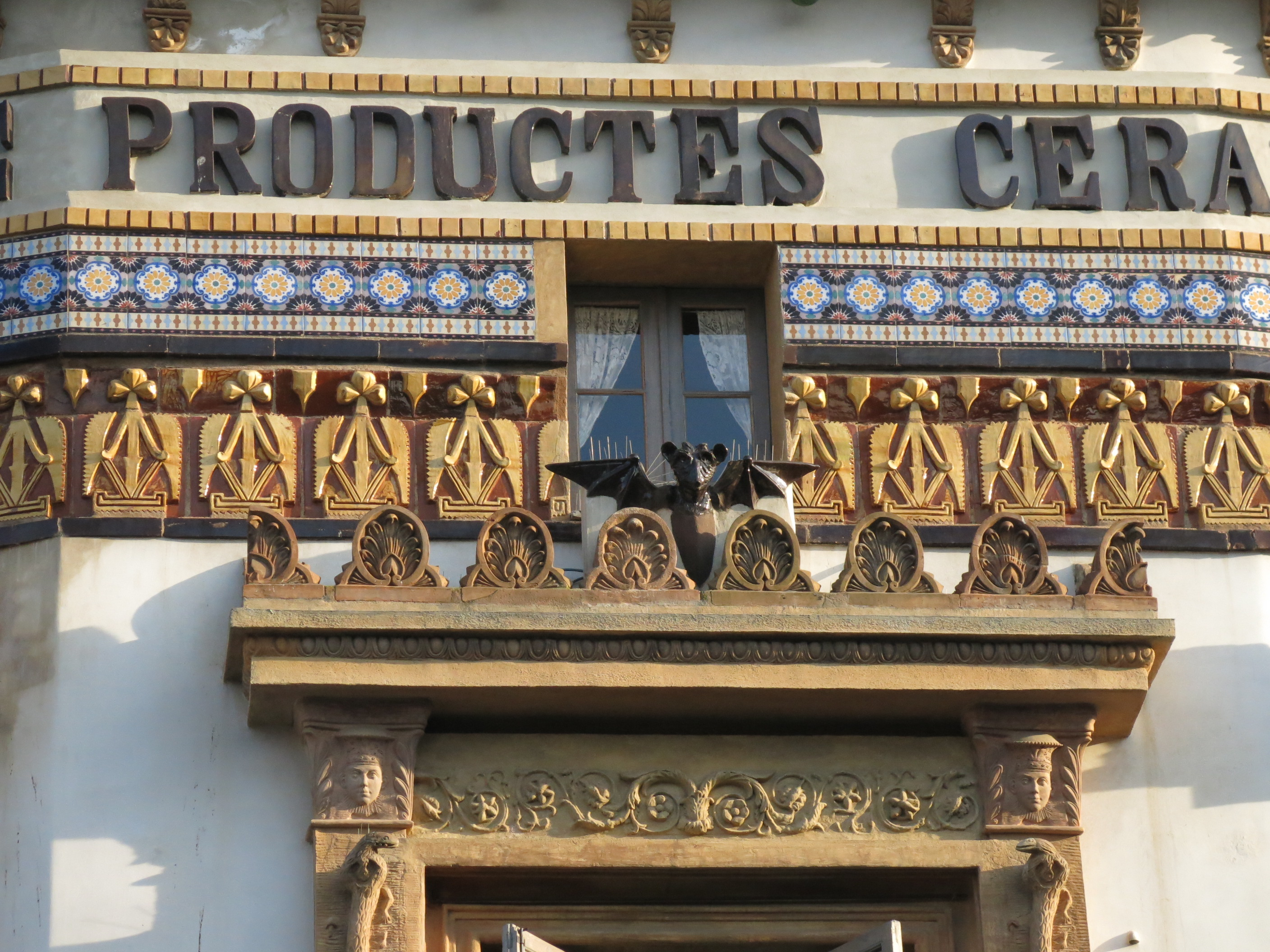
Ornamentació ceràmica de la façana

Es tracta d'una casa urbana amb diversos pisos d'habitatges; la planta baixa és utilitzada per a comerç. La façana manté un esquema simètric de composició amb una balconada de balustrada de terrissa on hi ha decoració zoomorfa i vegetal en els límits de les balconeres del pis fet amb arrebossats. Al pis superior ornamentació amb elements ceràmics (mènsules, flors de lis...) de la fàbrica Arpí. Damunt dels balcons hi figuren dos rats penats de ceràmica vidriada. A la paret del carrer Sant Medir hi ha restes d'ornamentació similar que consta de dos medallons ceràmics amb escultures d'un bust de dona i un altre d'un home vestit a la manera dels nobles del segle xviii.

## Història
L'any 1882 es demana una llicencia d'obres pel ceramista Arpí i Sagués. Els plànols de la llicencia corresponen a la composició de finestres de l'edifici en llur façana a la plaça Octavià però no contenen la decoració de ceràmica i balustrada que dona caràcter a l'edifici. Antigament fou destinat a fàbrica de ceràmica amb un forn i un assecador i amb un habitatge unifamiliar en un dels pisos.